# Brixia speciosa
Brixia speciosa är en insektsart som beskrevs av Frederick Arthur Godfrey Muir 1923. Brixia speciosa ingår i släktet Brixia och familjen kilstritar. Inga underarter finns listade i Catalogue of Life.